# Stor-Svinören
Stor-Svinören is een Zweeds eiland behorend tot de Pite-archipel. Het eiland ligt voor de kust van Nörd-Haraholmen. Ten westen van Stor-Svinören ligt Lill-Svinören. Het eiland heeft geen oeververbinding en er staan enkele zomerhuisjes op.